# Sagay City

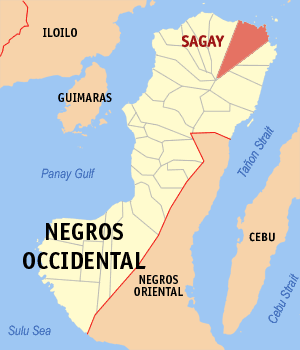
Sagay Citys läge i provinsen Negros Occidental.

Sagay City är en stad i Filippinerna. Den ligger i provinsen Negros Occidental i regionen Västra Visayas och har 129 765 invånare (folkräkning 1 maj 2000).
Staden är indelad i 24 smådistrikt, barangayer, varav 17 är klassificerade som landsbygdsdistrikt och 7 som tätortsdistrikt.